# FK Crvena zvezda Gnjilane
Der FK Crvena zvezda Gnjlane (serbisch-kyrillisch ФК Црвена звезда Гњилане; zu Deutsch „Fußballklub Roter Stern Gnjilane“) war ein 1945 gegründeter jugoslawischer und späterer serbisch-montenegrinischer Fußballverein aus Gjilan. Aufgrund des Kosovokrieges 1999 musste der Verein seinen Spielbetrieb vorerst einstellen und wurde schließlich aufgelöst, da der Anteil der Serben in der Stadt durch Flucht und Vertreibung dramatisch gesunken war.

## Geschichte
Der Verein wurde 1945 von mehreren Serben aus der Stadt Gnjilane im damaligen sozialistischen Jugoslawien gegründet. Der Name des Vereins Crvena zvezda („Roter Stern“) ist ursprünglich das internationale Symbol der Arbeiterbewegung, das sich auch auf dem Vereinswappen befindet. Ob damals darauf verwiesen werden sollte, ist heute nicht ganz geklärt. Zu den Zeiten des Jugoslawiens spielte der Verein meist in den unteren Ligen des Landes. Die größten Erfolge feierte man 1963 und 1985, als man die Meisterschaft der Sozialistischen Autonomen Provinz Kosovo gewann, eine regionale Liga innerhalb des jugoslawischen Fußballsystems bzw. das der Sozialistischen Republik Serbien, sowie als man 1998 in die 2. Liga der Bundesrepublik Jugoslawiens aufstieg. Der Verein gehörte zu den bekanntesten Fußballklubs aus dem Kosovo.
Während und nach dem Kosovokrieg 1999 verschlechterte sich die Situation des Vereins, seiner Spieler und seiner Mitglieder dramatisch. Bis kurz vor Ausbruch des Krieges sollen nach Schätzungen der Organisation für Sicherheit und Zusammenarbeit in Europa (OSZE) etwa 25.000 Serben in der Gemeinde gelebt haben. Durch Flucht und Vertreibung während sowie nach dem Krieg haben die Serben die Stadt gänzlich verlassen und der Anteil in der gesamten Gemeinde ist auf 624 Personen gesunken.
Der Verein war somit gezwungen seine Existenz vorerst auf bestimmte Zeit einzustellen. Die ehemalige Heimstätte des Vereinas, dass Gradski stadion Gnjilane („Städtisches Stadion Gnjlane“) wurde seitdem nur noch von albanischen Mannschaften genutzt, heute überwiegend vom 1947 gegründeten KF Drita und dem 1995 gegründeten KF Gjilani. Aufgrund dieser auch noch nach einem Jahrzehnt für den Verein und seiner Anhänger immer noch vorhandenen und schwierigen Lage, konnte die Aufnahme des Spielbetriebs letztendlich nicht fortgesetzt werden. Der Verein gilt somit als aufgelöst.

## Bekannte Spieler
- Zoran Antić
- Zlatko Đorić